# Santiago Congregación
Santiago Congregación är en ort i Mexiko.   Den ligger i kommunen Huaniqueo och delstaten Michoacán de Ocampo, i den centrala delen av landet, 250 km väster om huvudstaden Mexico City. Santiago Congregación ligger 2 181 meter över havet och antalet invånare är 185.
Terrängen runt Santiago Congregación är kuperad åt nordost, men åt sydväst är den platt. Runt Santiago Congregación är det ganska tätbefolkat, med 139 invånare per kvadratkilometer. Närmaste större samhälle är Puruándiro, 19,3 km norr om Santiago Congregación. I omgivningarna runt Santiago Congregación växer huvudsakligen savannskog.